# Nancy B. Simmons
Nancy Bingham Simmons (geborene Nancy Simmons Greenwald; * 1959) ist eine US-amerikanische Zoologin, Mammalogin, Professorin und Autorin. Als Spezialistin für Fledermäuse führte sie umfangreiche Studien zur Morphologie und Evolutionsgeschichte zahlreicher Fledermausarten durch. Sie ist außerdem leitende Kuratorin der Abteilung für Mammalogie am American Museum of Natural History und Professorin an der Richard Gilder Graduate School.

## Leben
Simmons wuchs in Colorado auf. 1981 schloss sie ihr Grundstudium am Pomona College mit Auszeichnung (cum laude) ab. 1989 wurde sie mit der Dissertation Phylogeny and systematics of multituberculate mammals in Paläontologie an der University of California, Berkeley zum Ph.D.  promoviert.
1986 begann sie als Lehrassistentin an der University of California, Berkeley, zu arbeiten. Im Jahr 1987 wurde sie Dozentin für Paläontologie und 1988 Dozentin für Zoologie.
1989 wechselte sie zur Kalbfleisch-Hoffman-Forschungsstation des American Museum of Natural History, wo sie bis 1991 als wissenschaftliche Mitarbeiterin ihre Postdoc-Phase absolvierte. Seit 1999 ist sie leitende Kuratorin der Abteilung für Mammalogie in der Abteilung für Wirbeltierzoologie.  Seit 2008 ist sie Professorin an der Richard Gilder Graduate School, einem Ph.D.-Programm in Vergleichender Biologie, das vom American Museum of Natural History angeboten wird.
Simmons’ Forschungsarbeit konzentriert sich in erster Linie auf die Phylogenese der Fledermäuse. Anhand von morphologischen Daten und DNA-Sequenzdaten führte sie zahlreiche Studien durch, die nicht nur die Beziehungen zwischen den verschiedenen Fledermausarten, sondern auch zwischen der Chiroptera-Klade und anderen Kladen aufzeigten. Anhand von lebenden und fossilen Exemplaren untersucht sie das Verhalten, die Ernährung, die Flugmechanismen und die Echoortung von Fledermäusen. Ihre umfangreiche Feldarbeit in Mittelamerika, Südamerika und Südostasien führte zur Entdeckung von mehreren neuen Fledermausarten, darunter die Sanborn-Großblattnase (Micronycteris sanborni). Im Jahr 2021 gehörte sie zu einem Team von Wissenschaftlern, die die neue westafrikanische Fledermausart Myotis nimbaensis beschrieben.
Ihre Ergebnisse tragen dazu bei, große phylogenetische Bäume zu erstellen. Simmons und ihr Team haben zahlreiche evolutionäre Daten zu Fledermäusen und anderen Tiergruppen bei der Morphobank, einem Archiv für Evolutionsforschung, veröffentlicht. Darüber hinaus hat ihr Team auch am Tree of Life Web Project mitgewirkt, bei dem zahlreiche Organisationen daran arbeiten, die Phylogenese der Säugetiere anhand der Morphologie zu erstellen.
2005 schrieb Simmons den Eintrag über die Fledertiere im Nachschlagewerk Mammal Species of the World. Ab 2008 erschien die mehrbändige Buchreihe Exploring the World of Mammals. 2012 schrieb sie mit Gregg F. Gunnell das Buch Evolutionary History of Bats: Fossils, Molecules and Morphology 2015 veröffentlichte sie in Zusammenarbeit mit M. Brock Fenton das Buch Bats – A World of Science and Mystery.
Simmons ist seit 1986 mit dem Mammalogen Robert S. Voss verheiratet.

## Erstbeschreibungen von Nancy B. Simmons
- Micronycteris sanborni Simmons, 1996
- Taeniolabis lamberti Simmons, 1987
- Micronycteris brosseti Simmons & Voss, 1998
- Scotoecus olduvensis Gunnell, Butler, Greenwood & Simmons, 2015
- Nycticeinops serengetiensis Gunnell, Butler, Greenwood & Simmons, 2015
- Myotis nimbaensis Simmons, Flanders, Fils, Parker, Suter, Bamba, Douno, Keita, Morales & Frick, 2021
- Phasmatonycteris butleri Gunnell, Simmons & Seiffert, 2014
- Cardioderma leakeyi Gunnell, Butler, Greenwood & Simmons, 2015
- Neacomys paracou Voss, Lunde & Simmons, 2001
- Aegyptonycteris knightae Simmons, Seiffert & Gunnell, 2016
- Thyroptera wynneae Velazco, Gregorin, Voss & Simmons, 2014
- Phasmatonycteris phiomensis Gunnell, Simmons & Seiffert, 2014
- Dryadonycteris capixaba Nogueira, Lima, Peracchi & Simmons, 2012
- Micronycteris matses Simmons, Voss & Fleck, 2002
- Neacomys dubosti Voss, Lunde & Simmons, 2001
- Onychonycteris finneyi Simmons, Seymour, Habersetzer & Gunnell, 2008
- Myzopoda africana Gunnell, Butler, Greenwood & Simmons, 2015
- Koopmanycteris palaeomormoops Morgan, Czaplewski & Simmons, 2019
- Peropteryx pallidoptera Lim, Engstrom, Reid, Simmons, Voss & Fleck, 2010
- Hsunycteris dashe Velazco, Soto-Centeno, Fleck, Voss & Simmons, 2017

## Ehrungen und Dedikationsnamen
1986 wurde Simmons von der Society of Vertebrate Paleontology für den Romer Prize nominiert, den sie 1988 gewann. 1989 wurde sie von der University of California mit dem Outstanding Graduate Student Instructor Award ausgezeichnet. Im Jahr 2008 wurde Simmons mit dem Gerrit S. Miller Award der North American Society for Bat Research ausgezeichnet. 2020 benannten Robert J. Baker und Lizette Siles die Simmons-Großblattnase (Micronycteris simmonsae) aus Ecuador zu Ehren von Nancy Simmons.